# Нелемне
Нелемне (рос. Нелемное) — село Верхньоколимського улусу, Республіки Саха Росії. Входить до складу Нелемненського національного наслегу.
Населення — 248 осіб (2015 рік).
Село засноване 1930 року.

## Видатні уродженці
- Спиридонов Микола Іванович — юкагирський російськомовний письменник, учений, громадський діяч, основоположник юкагирської літератури.